# Wangelau
Wangelau település Németországban, Schleswig-Holstein tartományban. Lakosainak száma 211 fő (2023. december 31.).

## Népesség
A település népességének változása:
| Lakosok száma | 217  | 226  | 223  | 205  | 212  | 211  |
|               | 1975 | 2017 | 2019 | 2021 | 2022 | 2023 |